# Jagiellonia Tuszyn

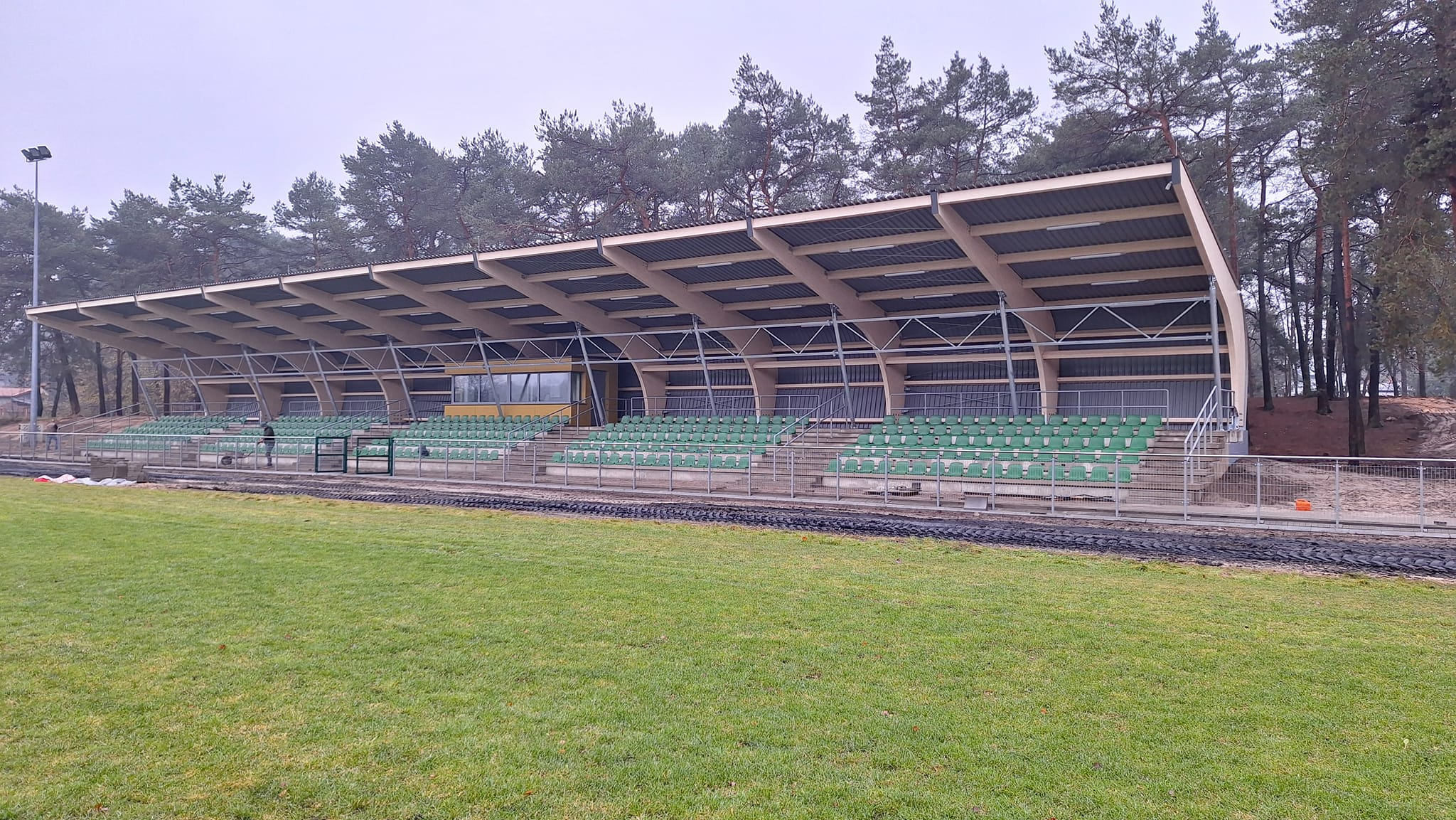
Przebudowana trybuna Stadionu Miejskiego w Tuszynie.

MKS Jagiellonia Tuszyn – polski klub sportowy z siedzibą w Tuszynie pod Łodzią.

## Informacje ogólne
- Pełna nazwa: Miejski Klub Sportowy Jagiellonia Tuszyn
- Rok założenia: 1949 – jako LZS Tuszyn
- Rok rozwiązania: 2000
- Rok przywrócenia do działania: 2018
- Adres: ul. Poniatowskiego 13; 95-080 Tuszyn
- Barwy: biało-zielone (wcześniej zielone)

## Zarys historii
- 1949 – powstaje Ludowy Zespół Sportowy, w kilka lat później dołączono do nazwy człon Jagiellonia
- 1971 – budowa boiska w Tuszyn-Lesie
- 1996 – fuzja z Orłem Łódź
- 1997 – największy sukces w historii – 6. miejsce w III lidze
- 2000 – rozwiązanie klubu, w jego miejsce powstaje MKS 2000 Tuszyn
- 2016 – powstaje Miejski Klub Tenisa Stołowego Jagiellonia Tuszyn (REGON: 363665468) z siedzibą przy ul. Źródlanej 21/12 w Tuszynie.
- 2018 – przy okazji połączenia dwóch klubów działających na terenie gminy Tuszyn – MKS 2000 Tuszyn i MUKS Akademia Tuszyn – nowe stowarzyszenie przywraca historyczną nazwę Jagiellonia Tuszyn.

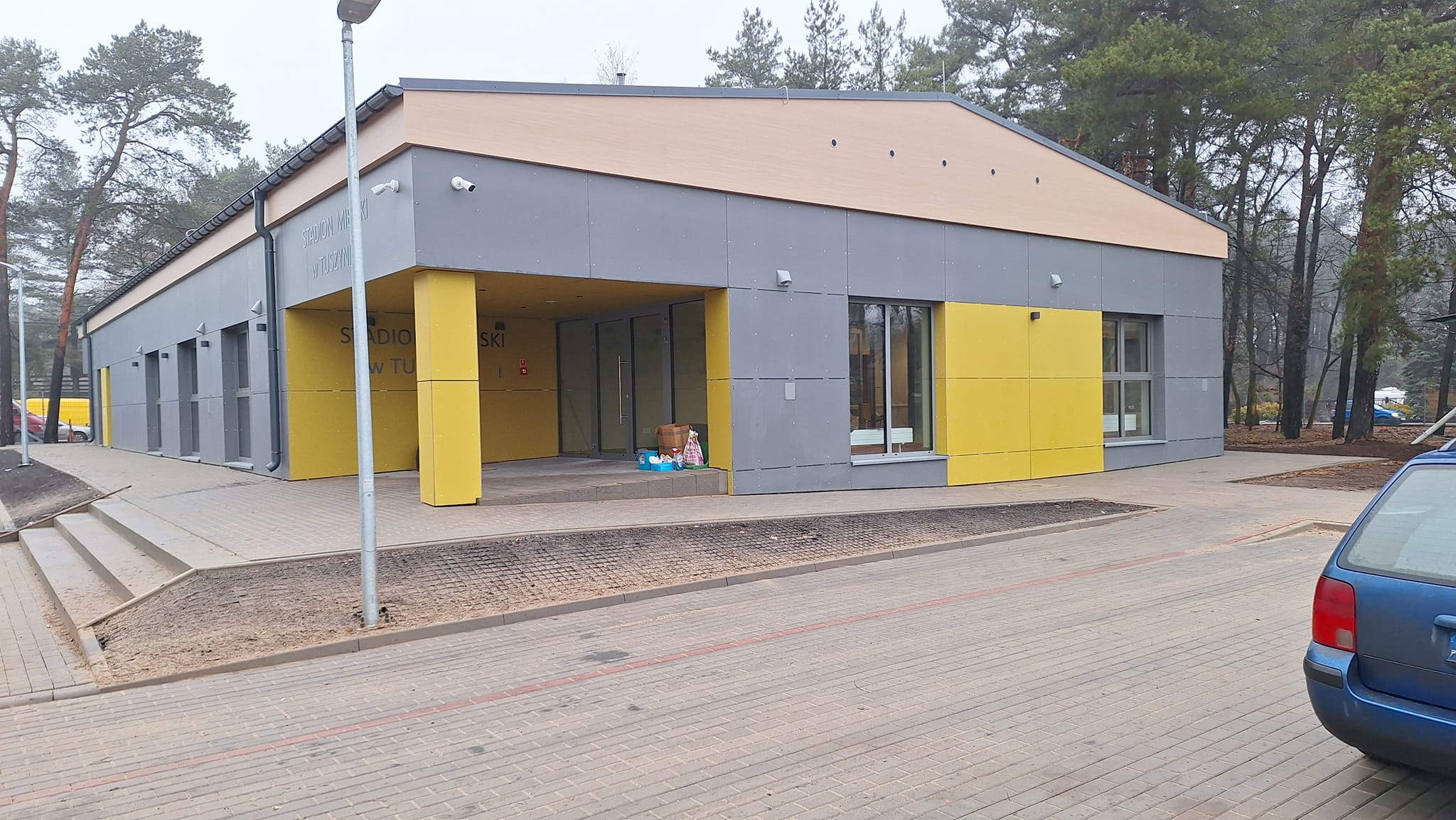
Budynek klubowy po gruntownej przebudowie.

- Budynek klubowy po gruntownej przebudowie.2024 - Oficjalne otwarcie przebudowanego stadionu miejskiego w Tuszynie.